# Agroar

Agroar Carga Aérea é uma empresa de aviação de Portugal. A empresa começou por fazer trabalhos em agricultura. Mas com o desenvolvimento da indústria da aviação lançou um serviço de carga aérea entre Lisboa e Funchal com um Boeing 737-300 da Zafair. Outros serviços são o lançamento de para quedistas, manutenção de aviões, combate a incêndios, baptismo de voo e fotografia aérea.

## Ligações
- «Agroar» (em português e inglês)